# Galumnopsis holoscripta
Galumnopsis holoscripta är en kvalsterart som beskrevs av Grandjean 1931. Galumnopsis holoscripta ingår i släktet Galumnopsis och familjen Galumnellidae. Inga underarter finns listade i Catalogue of Life.